# Yuriy Yekhanurov
Yuriy Ivanovych Yekhanurov (em ucraniano Юрій Іванович Єхануров) (Belkachi, 23 de agosto de 1948) é um político ucraniano de origem buriate. Foi primeiro-ministro do país, de 8 de setembro de 2005 a 4 de agosto de 2006. 
Estudou na escola de construção em Kiev e desenvolveu a sua vida laboral na Ucrânia. Quando o país tornou-se independente em 1991, Yekhanurov trabalhou para o governo de Kiev no desenvolvimento das reformas econômicas, foi vice-ministro da economia em 1993 e esteve a cargo do organismo encarregado de coordenar as privatizações (1994-1997), foi ministro de economia por um curto período em 1997. Eleito para o Parlamento da Ucrânia (1998), foi vice-primeiro-ministro (1999-2001).